# Yuki Sato
Yuki Sato (født 13. februar 1988) er en japansk fodboldspiller, som spiller for den japanske fodboldklub AC Nagano Parceiro.